# Белозубка Бейтса
Белозубка Бейтса (Crocidura batesi) — вид млекопитающих рода Белозубки семейства Землеройковые. Видовое название дано в честь американского натуралиста Джорджа Латимера Бейтса (1863—1940). Экваториальная Африка: от южного Камеруна до северного и центрального Габона. Также известны, возможно, принадлежащие к этому виду, находки из юго-восточной части Центрально-Африканской Республики, Экваториальной Гвинеи (Rio Muni) и Конго. Однако точно определить географические границы этого вида сложно, из-за таксономической неясности близких видов комплекса Crocidura poensis complex.
Наземный вид, ассоциированный с первичными низинными тропическими лесами, и отсутствующий в деградировавших областях. Включены в «Международную Красную книгу» (англ. IUCN Red List of Threatened Animals) МСОП. Кариотип этого вида (2n = 50, FN = 76) совпадает с кариотипом вида Crocidura nigeriae (Schlitter et al., 1999).